# Бонеј Матур
Бонеј Матур (фр. Bonneuil-Matours) насеље је и општина у западној Француској у региону Поату-Шарант, у департману Вијена која припада префектури Шателро.
По подацима из 2011. године у општини је живело 2065 становника, а густина насељености је износила 48,25 становника/km². Општина се простире на површини од 42,8 km². Налази се на средњој надморској висини од 57 метара (максималној 141 m, а минималној 51 m).

## Демографија
| 1962. | 1968. | 1975. | 1982. | 1990. | 1999. | 2011. |
| ----- | ----- | ----- | ----- | ----- | ----- | ----- |
| 1.067 | 1.147 | 1.236 | 1.510 | 1.642 | 1.708 | 2.065 |

График промене броја становника у току последњих година